# 나오미 (프로레슬링 선수)
나오미 나이트(Naomi Knight)는 본명은 트리니티 파투(Trinity Fatu, 1987년 11월 30일 ~ )는 미국의 여자 프로레슬링선수다. 키는 166cm 몸무게는 51kg이다. 현재 WWE 링네임은 나오미(Naomi)로 사용을 하고 있다. 피니쉬는 나오미펄스(레그 래리어트), 리얼 뷰(점핑 레그 드롭), 스플릿 레기드 문설트, 모디파이드 펄링 리버스 DDT, 스파이더 스위스트(헤드시저스휩 크루서픽스 초크)로 사용을 한다. 그러나 부상 이후 2016년 7월 26일 WWE 스맥다운에서 선역으로 복귀를 했다. 다만 2016년 서바이벌 시리즈에서 나이아 잭스에게 또다시 부상당하고 만다. 그후 2017년 2월 12일 진행되었던 WWE 일리미네이션 체임버에서 알렉사 블리스를 상대로 승리를거두며 생애 첫 WWE 스맥다운 위민스 챔피언에 등극했다. 하지만 챔피언으로 등극한지 9일만에 부상때문에 챔피언타이틀을 반납했고 4월 2일 진행되었던 WWE 레슬마니아에서 승리를 거두고 통산2회 WWE 스맥다운 위민스 챔피언에 등극했다. 그후 8월 20일 진행되었던 WWE 섬머슬램에서 나탈리아에게 경기를 내주고 챔피언벨트 마저 잃게되었다.

## 수상
- WWE 위민스 월드 챔피언 3회
- WWE 위민스 태그팀 챔피언 2회 - 사샤 뱅크스 (1회), 비앙카 벨레어 (1회)
- WWE 머니 인 더 뱅크 (위민스 2025)
- 임팩트 녹아웃 월드 챔피언 1회